# 1415 Malautra
Az 1415 Malautra (ideiglenes jelöléssel 1937 EA) a Naprendszer kisbolygóövében található aszteroida. Louis Boyer fedezte fel 1937. március 4-én, Algírban.